# High Peak (Derbyshire)
Pour les articles homonymes, voir High Peak.
High Peak  est un district non-métropolitain du Derbyshire, en Angleterre. Le conseil de district siège à Buxton.
L'ancien hundred de High Peak couvrait un territoire similaire à l'actuel district. Celui-ci a été créé le 1er avril 1964. Il est issu de la fusion des districts municipaux de Buxton et Glossop, des districts urbains de New Mills et Whaley Bridge, et du district rural de Chapel-en-le-Frith, qui faisaient auparavant tous partie du comté administratif du Derbyshire, ainsi que des districts ruraux de Tintwistle et Woodhead, qui faisaient partie du comté administratif du Cheshire.